# Zagreb Raiders
Zagreb Raiders je klub američkog nogometa nastao kao rezultat ambicioznog projekta imena Raiders Football Project (RFP) pokrenutog u listopadu 2008. godine. RFP je zamišljen kao škola američkog nogometa u Zagrebu koja okuplja zaljubljenike u ovaj šport; interes za šport i broj članova brzo rastu te se osniva i klub Zagreb Raiders.
Klub trenutno broji četrdesetak aktivnih igrača koji imaju kvalitetnu potporu trenera s višegodišnjim iskustvom u američkom nogometu.
Osim kvalitetnog trenerskog kadra, Zagreb Raiders financijski podržavaju sponzori pa je tako riješen i problem, za naše prostore, prilično skupe potrebne opreme za američki nogomet. Također, osiguran je teren za trening s rasvjetom, kao i termini u teretani uz nadzor stručnog osoblja. Američki nogomet još uvijek je priličan novitet za domaće prostore pa time interesantan i medijima koji rado prate razvoj kluba i događanja oko njega.
Iako su RFP i Zagreb Raiders postavili ambiciozne ciljeve koje su većinom ostvarili unutar godine dana svog postojanja, pred njima je još uvijek onaj najveći - izgradnja terena za američki nogomet. Ovo je ogroman korak koji bi dao znatan doprinos popularizaciji športa u Hrvatskoj i regiji, ali također i zahtjevna investicija.
Drugi aspekt koji Zagreb Raiders od početka njeguju je socijalni.
Prvi koraci u tom smjeru su poduzeti pa se nakon „bratimljenja“ s timom Brescia Bengals (Italija), partneri udruge ADMO.
Time Raiders pokazuju dobru volju Hrvatske za slične buduće suradnje na tom području. U programu postoji i kampanja podrške volonterskih centara za oporavak i liječenje djece s posebnim potrebama te sirotištima. Program uključuje i otvaranje škole za mali američki nogomet za djecu ispod 16 godina.